# 등줄무늬뒤쥐
등줄무늬뒤쥐(Sorex cylindricauda) 또는 큰등줄무늬뒤쥐는 땃쥐과에 속하는 포유류의 일종이다. 중국의 토착종이다. 서식지 감소로 멸종 위협을 받고 있다.